# Pygarctia neomexicana
Pygarctia neomexicana là một loài bướm đêm thuộc phân họ Arctiinae, họ Erebidae.